# Sezione Difesa Rimini-Riccione
La Sezione Difesa Rimini-Riccione del Corpo Aeronautico era un reparto di volo italiano costituito il 10 luglio 1916 e disciolto il 18 novembre 1918.
La Sezione, fu operativa durante la prima guerra mondiale.

## Storia
Viene creata il 10 luglio 1916 come Sezione Difesa di Brindisi ma il 19 luglio va all'Aeroporto di Rimini-Miramare (venne probabilmente considerato che Rimini al 15 febbraio 1916 aveva subito il suo terzo bombardamento aereo ed era difesa solo da un treno armato della Regia Marina) al comando del Tenente Mario Ponis che dispone di altri 2 piloti tra cui il soldato Attilio Imolesi e 3 Farman 14.
Il 10 marzo 1917 contrasta un bombardamento aereo sulla stazione di Rimini abbattendo un aereo ed il 28 aprile colpisce una nave che sparava cannonate su Rimini con una bomba.
Nell'estate dispone di 5 piloti ed in novembre ha 6 Farman con motore Colombo.
Il 28 novembre un Farman contrasta un'incursione navale insieme agli idrovolanti della 263ª Squadriglia mitragliando il gruppo navale.
Alla fine dell'anno dispone di 6 piloti che nel 1918 transitano su 4 Nieuport 11 e nella seconda metà dell'anno il comandante è il Capitano Carlo Ronzoni che ha in forza altri 4 piloti.
Nel mese di ottobre arrivano 5 Ansaldo S.V.A. e 2 piloti ma il 18 novembre 1918 viene sciolta.